# Arlette Chabot
Pour les articles homonymes, voir Chabot.
Arlette Chabot, née le 21 juillet 1951 à Chartres, est une journaliste, animatrice de radio et de télévision française.
Après avoir travaillé à France Inter et TF1, elle intègre France 2 en 1992, où elle occupe différents postes à responsabilités : directrice adjointe de l’information puis de la rédaction de 1994 à 1996, et directrice générale adjointe chargée de l’information de 2004 à 2010. Elle est connue pour avoir présenté les émissions Mots Croisés de 1997 à 2005, puis À vous de juger de 2005 jusqu’en 2011. Après avoir cessé sa collaboration avec la chaîne publique, elle dirige la rédaction d’Europe 1 pendant la saison 2011/2012. Depuis 2014, elle y intervient dans l'émission Le débat des grandes voix et depuis 2015 sur LCI chaque vendredi dans Politiquement Show.

## Biographie

### Enfance et formation
Après une éducation catholique chez les sœurs dominicaines, elle choisit d’étudier le droit puis s’oriente vers une école de télévision.

### 1973-1990: France Inter et TF1
En 1973, Arlette Chabot débute à la rédaction d’Inter TV comme simple reporter. Ce service de l’ORTF, rattaché au ministère français des Affaires étrangères, était spécialisé dans la réalisation de reportages à destination de la coopération internationale, notamment vers l’Afrique.
L’année suivante, en 1974, elle entre au service politique de France Inter comme stagiaire sous la direction de Michèle Cotta et présente les journaux du matin de la station. Elle finit par diriger le service politique jusqu’en 1984.
En 1984, elle quitte la radio pour la télévision et intègre la rédaction de TF1, alors première chaîne publique du paysage audiovisuel français. Elle y retrouve le même poste que précédemment : chef adjointe puis chef du service politique. En 1989, elle quitte son poste à la suite de l’arrivée de l’éditorialiste Gérard Carreyrou, elle se consacre alors aux reportages. Mais elle a l’impression d’être « mise dans un placard doré » et décide donc de quitter la chaîne.

### 1990-2011: France Télévision
En 1990, elle rejoint la rédaction nationale de FR3 où elle est nommée rédactrice en chef du service politique et économique. En 1992, elle est mutée au même poste à la rédaction de France 2. Sa nomination n’est pas acceptée par les journalistes de son service et en signe de protestation ils ne viennent pas travailler pour son premier jour. En février 1994, elle devient directrice adjointe de l’information de France 2, puis directrice adjointe de la rédaction en juillet 1996.
Pendant la campagne présidentielle de 1995, elle est accusée d’avoir affiché son soutien au candidat Édouard Balladur, en demandant à Jacques Chirac, lors d’un entretien le 9 janvier, s’il souhaitait se retirer au regard de ses faibles chances. Chirac est élu quatre mois plus tard, et en 1996, elle est démise de ses fonctions lorsque Pierre-Henri Arnstam devient directeur de l’information.
À partir de septembre 1997, elle mène les débats dans l’émission Mots Croisés, tout d’abord avec Alain Duhamel jusqu’en juin 2001, puis seule jusqu’en septembre 2005, date à laquelle lui succède Yves Calvi.
Le 2 mars 2004, elle devient la nouvelle directrice générale adjointe chargée de l’information de France 2, à la suite de la démission d’Olivier Mazerolle et la « gaffe Alain Juppé ». Sa première mesure est de remplacer Daniel Bilalian par Christophe Hondelatte à la tête du journal de 13 heures à la rentrée. Mais les innovations qu’elle met en place ne prennent pas, échouant à combler l’écart d’audience avec TF1. Arlette Chabot doit également faire face à une série de critiques, tant internes qu’externes, visant sa gestion de l’information au sein de la rédaction de France 2. Christophe Hondelatte quitte le 13h sur un coup de tête le 28 janvier 2005. En 2006, la Société des journalistes désavoue Arlette Chabot dans son choix de recruter Laurent Delahousse comme joker du journal de 20 heures, ne comprenant pas qu’un ancien de M6 ait été préféré à plusieurs journalistes de France 2 qui auraient selon eux légitimement pu prétendre à ce poste. Ces syndicats avaient déjà exprimés être inquiets de la crédibilité de la rédaction à la suite du mariage en juillet 2005 de Béatrice Schönberg, présentatrice des journaux du week-end, avec l’homme politique Jean-Louis Borloo,.
Parallèlement à ses fonctions de directrice, elle anime depuis octobre 2005 À vous de juger, un magazine politique mensuel de France 2.
Le 2 mai 2007, Arlette Chabot présente avec Patrick Poivre d'Arvor le débat télévisé du second tour de l’élection présidentielle entre Nicolas Sarkozy et Ségolène Royal.
Alors que Rémy Pflimlin est nommé à la présidence de France Télévisions le 21 juillet 2010 par le président de la République Nicolas Sarkozy, Arlette Chabot est remerciée de son poste de directrice de l’information du groupe et remplacée par Thierry Thuillier. Christophe Hondelatte explique deux mois plus tard que l’éviction d’Arlette Chabot est due à Nicolas Sarkozy, ivre de colère et indigné que le service public évoque son divorce avec Cécilia Attias.
Le 30 septembre 2010, la chaîne Public Sénat annonce l’arrivée d’Arlette Chabot comme chroniqueuse dans ses émissions d’information.
Le 12 février 2011, elle annonce qu’elle quitte France 2 par un commun accord avec la chaîne, après les deux dernières émissions d’À vous de juger de mars et avril 2011.

### Depuis 2011: Europe 1 et LCI
Le 14 février 2011, la radio Europe 1 annonce son arrivée à la tête de la rédaction à partir du 4 mars 2011. Depuis le 7 mars 2011, elle anime également l’entretien politique dans Europe 1 Soir vers 18h40. En mai 2012, Denis Olivennes, patron de la radio, annonce qu’elle sera remplacée à son poste de directrice par Fabien Namias dans l’été. Elle reste cependant dans la station en tant que conseillère pour l’information auprès d’Olivennes, ainsi que pour « faire de l’antenne ». En juillet 2012, en dédommagement de son éviction, elle récupère le poste d’Emmanuel Faux à la présentation de C’est arrivé cette semaine et C’est arrivé demain le week-end, et arrête son entrevue quotidienne de 18h40. À la rentrée 2014, elle est remplacée dans ses deux émissions par David Abiker, et intègre Le Débat des grandes voix qui passe en quotidienne.
À la rentrée 2013, elle rejoint la matinale de LCI pour un édito.
En septembre 2015, à la suite du départ de Michel Field, elle lui succède à la présentation de l’émission hebdomadaire Politiquement Show sur LCI.

### Autre activité
Arlette Chabot est membre du club d’influence Le Siècle, un club parisien fréquenté par des membres de la « classe dirigeante » française[réf. nécessaire].

## Publication
- Béji Caïd Essebsi et Arlette Chabot, La Tunisie : la démocratie en terre d'islam, Paris, Plon, 2016[26]

## Distinctions

### Décorations
- Chevalière de la Légion d'honneur, en avril 2004, par Renaud Donnedieu de Vabres, ministre de la Culture et de la communication ;
- Officière de la Légion d'honneur, le 12 juillet 2017[27]

### Récompense
- En octobre 2008, elle reçoit, en même temps que Jean-Michel Aphatie, le prix Roland-Dorgelès, décerné aux journalistes qui « contribuent au rayonnement de la langue française »[28].